# Yosl Bergner

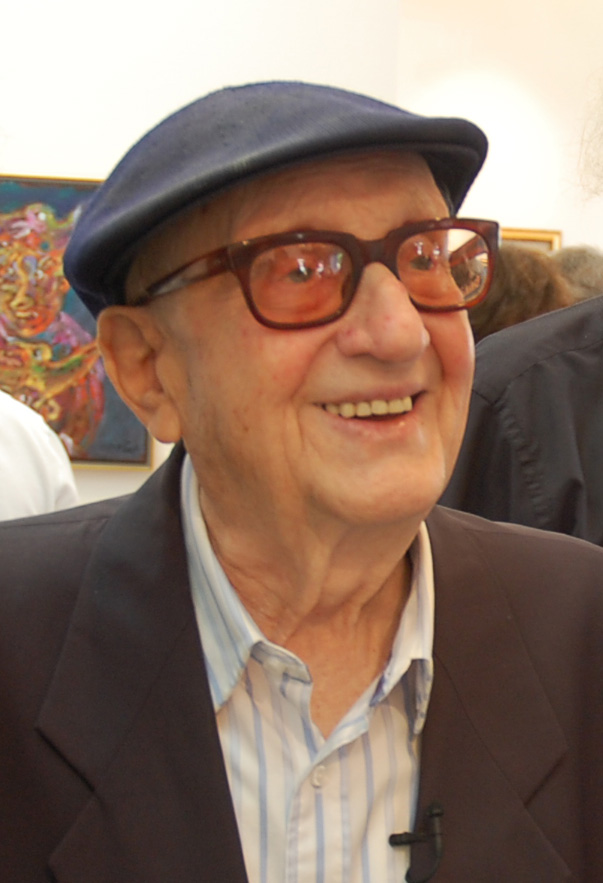
Yosl Bergner (2010)

Yosl Bergner (geboren 13. Oktober 1920 in Wien; gestorben 18. Januar 2017 in Tel Aviv) war ein israelischer Maler.

## Leben
Bergner lebte ab 1921 mit seinen Eltern, dem jiddischsprachigen Schriftsteller Melech Ravitsch und der Sängerin Fania Hardstein, in Warschau, wo er ersten Malunterricht bei Hirsch Altmann erhielt. 1937 emigrierte die Familie wegen des zunehmenden Antisemitismus nach Australien.
Er studierte Malerei an der „National Gallery of Victoria Art School“ in Melbourne und hatte erste Ausstellungen. 1938 war Bergner Mitgründer der Gruppe für zeitgenössische Kunst in Melbourne und wurde mit Noel Counihan und Victor O’Connor zum Vertreter des „Social realism“. Von 1941 bis 1946 wurde Yosl Bergner zum Arbeitsdienst in der Australischen Armee herangezogen, das Studium schloss er danach ab. 1948 machte er eine Reise nach Paris, zum Vater nach Montreal und ging 1950 nach Israel, wo er zunächst in Safed lebte und seit 1957 in Tel Aviv. Er stellte noch gelegentlich in Australien aus.
Bergner arbeitete als freier Künstler und als Bühnenmaler und schuf auch zahlreiche Buchillustrationen. Seine Malweise ist vom Surrealismus beeinflusst. In den Jahren 1956, 1958 und 1962 war er auf dem israelischen Stand der Biennale di Venezia vertreten, 1957 war er zur Biennale von São Paulo eingeladen.
Bergner erhielt 1952 einen geteilten Dizengoff-Preis und 1980 den Israel-Preis.

## Werke, Ausstellungen (Auswahl)
- Drawings to Franz Kafka. Jerusalem : Tarshish Books, 1959
- Carmela Rubin: Yosl Bergner : a retrospective. Tel Aviv : Tel Aviv Museum of Art, 2000

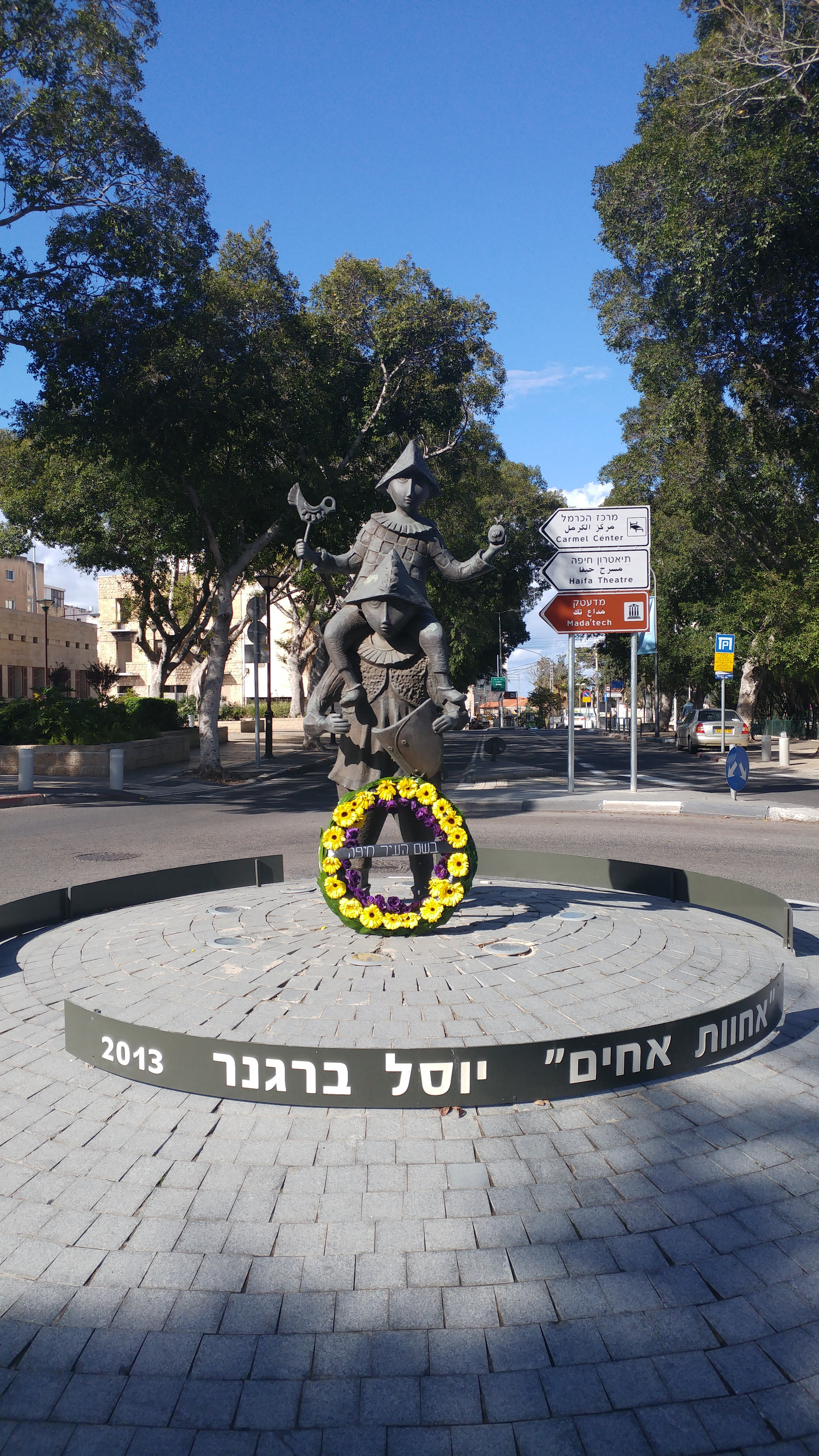
Plastik in Hadar HaCarmel, Haifa